# Horror en Amityville (novela)
Horror en Amityville o Aquí vive el horror. La "casa maldita" de Amityville (título original: The Amityville Horror - A True Story) es una novela de terror publicada en septiembre de 1977 por el escritor estadounidense Jay Anson. En la novela se trata el caso de una casa que fue presuntamente poseída por presencias extrañas a mediados de los 70 y toma su nombre por estar ubicada en el pueblo de Amityville, condado de Suffolk, en Long Island,  Estado de Nueva York en Estados Unidos.
La leyenda urbana comienza la madrugada del 13 de noviembre de 1974 con la muerte de los anteriores habitantes de la casa, seis de los siete integrantes de la familia DeFeo, cruelmente asesinados con un rifle de caza, mientras dormían en su domicilio ubicado en el 112 de Ocean Avenue, en Amityville, Nueva York. 
El asesino, el séptimo integrante de la familia, el joven Ronald DeFeo junior, de 25 años, declaró más tarde que todo lo hizo porque una voz en su interior  se lo ordenaba. Finalmente fue sentenciado a seis cadenas perpetuas en octubre de 1975.
El modo en que mató a su familia, de acuerdo al libro, fue el siguiente: durante la cena aprovechó para poner en ella un somnífero, que les provocó un estado de somnolencia tal que evitó que oyeran los balazos del rifle calibre .35 con el que los asesinó. A todos les disparó en la espalda, con excepción de sus hermanas Allison y Dawn, a quienes le disparó en la cabeza.